# Oksanyna
Oksanyna (ukr. Оксанина) – wieś na Ukrainie, w obwodzie czerkaskim, w rejonie humańskim. W 2001 liczyła 1262 mieszkańców, wśród których 1235 jako ojczysty język wskazało ukraiński, 20 rosyjski, 5 mołdawski, 1 węgierski, a 1 ormiański.

## Urodzeni
- Iwan Czerniachowski
- Jadwiga Zaleska-Mazurowska